# Södermanlands runinskrifter 77
Södermanlands runinskrifter 77 är en vikingatida ornerad gavelhäll av kalksten i Lista kyrkas vapenhus i Eskilstuna kommun i Södermanland. Stenen är 1,67 meter hög, 0,82 meter bred och 10 centimeter tjock. Till 1893 var stenen inmurad över vapenhusdörren.